# Palmariggi
Palmariggi là một đô thị và thị xã của Ý. Đô thị này thuộc tỉnh Lecce trong vùng Apulia. Palmariggi có diện tích 8,78 km2, dân số theo ước tính năm 2005 của Viện thống kê quốc gia Ý là 1583 người. 
Các đơn vị dân cư:
Đô thị Palmariggi giáp với các đô thị: Bagnolo del Salento, Cannole, Giuggianello, Giurdignano, Maglie, Muro Leccese, Otranto.